# Diocesi di Espoo
La diocesi di Espoo (in finlandese Espoon hiippakunta) è una diocesi della chiesa evangelica luterana della Finlandia presieduta dalla vescova di Espoo, che risiede nella cattedrale di Espoo.
La diocesi è stata istituita nel 2004, risultando la più recente del paese. Il suo territorio si estende sulla metà della provincia di Uusimaa in precedenza parte della diocesi di Helsinki. La diocesi conta circa 376.000 membri. Le più grandi parrocchie all'interno della diocesi sono le chiese di Espoo, Lohja e Tuusula. L'attuale vescova di Lapua è Kaisamari Hintikka.

## Cronotassi dei vescovi
- Mikko Heikka 2004–2011
- Tapio Luoma 2012–2018
- Kaisamari Hintikka 2019-in carica